# 东双沟镇
东双沟镇是中华人民共和国江苏省淮安市洪泽区下辖的一个镇。
2014年10月16日，江苏省人民政府批复同意撤销东双沟镇、万集镇。将原东双沟镇、万集镇所辖区域合并，设立新的东双沟镇。镇政府驻原东双沟镇青云居委会府前路。

## 行政区划
东双沟镇下辖以下村级行政区划单位：
万集社区、徐庄社区、草泽社区、丰收村、山阳村、董集村、合兴村、严渡村、郭贝村、青云社区、滨湖社区、南甸村、三庄村、宋庄村、太平村、庆祥村、邵庄村、张庄村、沿河村和和平村。